# إدغار دوغديل
إدغار تريفيليان ستراتفورد دوغديل (22 يوليو 1876 ـ 14 أكتوبر 1964) هو مترجم، أكمل أول ترجمة إنجليزية لكتاب كفاحي. حصل على رتبة نقيب في ليسترشاير يومانري وشغل منصب قاضي السلام.
كانت أول ترجمة إنجليزية لكتاب كفاحي اختصار من قبل إدغار دوغديل، الذي بدأ العمل عليه في عام 1931، بناء على طلب من زوجته بلانش. وعندما علم أن شركة هيرست وبلاكيت للنشر في لندن قد حصلت على حقوق نشر مختصر في المملكة المتحدة، عرض عليه عرض مجاني في أبريل 1933. غير أن أحد ممثلي الحزب النازي المحليين أصر على زيادة اختصار الترجمة قبل نشرها، فأوقف نشرها عن الجمهور حتى 13 تشرين الأول/أكتوبر 1933، رغم السماح بنشر مقتطفات منها في صحيفة التايمز في أواخر تموز/يوليه.
في أمريكا، حصل هوتون ميفلين على حقوق اختصار دوغديل في 29 يوليو 1933. الاختلافات الوحيدة بين النسختين الأمريكية والبريطانية هي أن العنوان تُرجم إلى معركتي في المملكة المتحدة ومعركتي في أمريكا ؛ وأن دوغديل يُنسب إليه الفضل كمترجم في طبعة الولايات المتحدة، في حين أن النسخة البريطانية حجبت اسمه. لم يذكر سبب رسمي لطلب دوجدال عدم الكشف عن هويته في الطبعة البريطانية، لكن زوجته كانت صهيونية بارزة، وابنة أخت آرثر بلفور، ورغبا في تجنب الدعاية.

## العائلة
تزوج دوغديل في 18 نوفمبر 1902 في كنيسة سانت ماري أبوت، كنسينغتون، من بلانش إليزابيث كامبل بلفور (1880-1948)، الابنة الكبرى لجيمس أنتوني بلفور (1854-1911)، وهو مهندس معماري والشقيق الأصغر لرئيس الوزراء آرثر بلفور، وزوجته السيدة فرانسيس كامبل (1858-1931)، ابنة جورج كامبل، دوق أرغيل الثامن. كَانَ عِنْدَهُما ولدان، فرانسيس ومايكل، وعاشا بمنطقة 1.رولاند غاردنز، جنوب كنسينغتون، لندن. وتزوجت ابنته فرانسيس السير جيمس فيرغسون، البارونة الثامنة لكلكيران.